# カルロ・ルッツィーニ

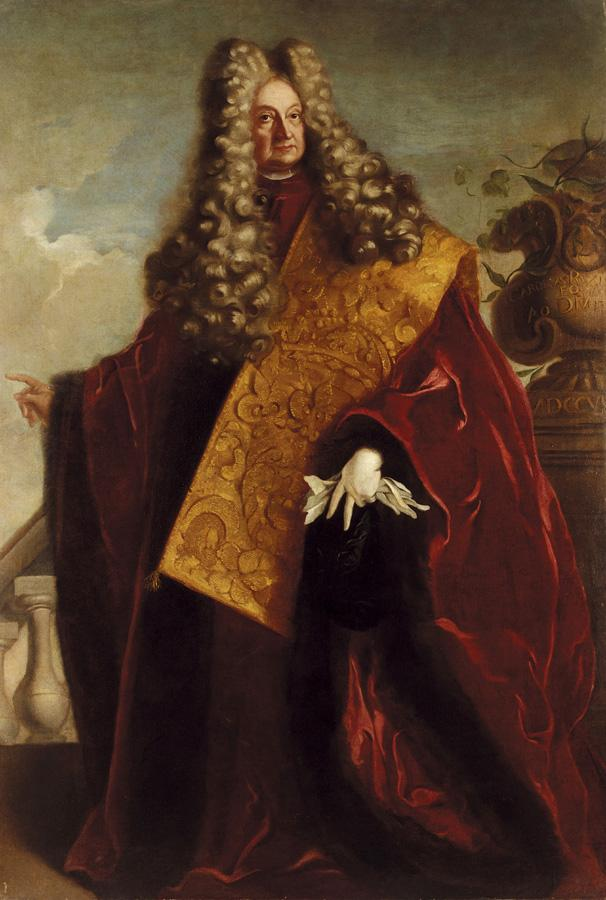
カルロ・ルッツィーニ像、グレゴリオ・ラッツァリーニ画

カルロ・ルッツィーニ （Carlo Ruzzini,　1653年11月11日 - 1735年1月5日）は、ヴェネツィアの元首（ドージェ）（在任:1732年 - 1735年）
| スタブアイコン | サブスタブ | この項目は、まだ閲覧者の調べものの参照としては役立たない、人物に関連した書きかけの項目です。この項目を加筆・訂正などしてくださる協力者を求めています（P:人物伝/PJ:人物伝）。 |